# Franz Gottfried Schulz
Franz Gottfried Schulz (ur. 19 marca 1907, zm. ?) – zbrodniarz hitlerowski, członek załogi niemieckiego obozu koncentracyjnego Mauthausen-Gusen i SS-Oberscharführer.
Z zawodu księgowy, członek SS od 1933 (nr identyfikacyjny 108670). W lutym 1940 rozpoczął służbę w obozie głównym Mauthausen, gdzie sprawował stanowiska strażnika i urzędnika administracji. W 1941 został przeniesiony do podobozu Gusen I. Tu Schulz pełnił służbę jako kierownik wydziału odpowiadającego za pracę więźniów, a także stał na czele komanda więźniarskiego w Pierbauer. W marcu 1944 otrzymał zadanie zbudowania podobozu Gusen II, a następnie został jego komendantem i funkcję tę pełnił do wyzwolenia obozu w maju 1945. Podlegał bezpośrednio komendantowi Gusen I Fritzowi Seidlerowi.
Schulz był między odpowiedzialny za masakrę od 800 do 1000 niezdolnych do pracy więźniów na przełomie marca i kwietnia 1945 w bloku 16. Brał udział w selekcji więźniów przeznaczonych do zamordowania. W styczniu 1945 podczas dezynfekcji baraków i odzieży, więźniowie zostali zmuszeni do przebywania kilka dni nago, pod gołym niebem. Akcja ta pochłonęła kilkaset ofiar, a uczestniczył w niej również Schulz. Oprócz tego osobiście znęcał się nad więźniami, a do podobnego zachowania zachęcał Blockführerów i kapo.
Został skazany w procesie załogi Mauthausen-Gusen (US vs. Hans Böhn i inni) na dożywotnie pozbawienie wolności przez amerykański Trybunał Wojskowy w Dachau. Podczas procesu powoływał się na konieczność wykonywania rozkazów Fritza Seidlera.